# 박진선 (가수)
박진선(본명: 고연숙, 1971년 1월 17일 ~ )은 대한민국의 가수이다.
현재 거주지는 서울특별시이다.

## 학력
- 숙명여자중학교 졸업
- 은광여자고등학교 졸업
- 총신대학교 유아교육학과 졸업
- 아이비기독교대학교 성경학과 학사

## 데뷔
- 2001년 1집 앨범 "I Love You"

## 음반
- 2001년 I Love You
- 2004년 희비의 쌍곡선
- 2005년 고무신 사랑
- 2007년 사랑이 최고
- 2015년 이제부터야

## 가족 관계
- 배우자 : 정석원
- 가족 : 자녀 없음

## 수상 내역
- 1988년 한일 신인가수 선발대회 대상 수상